# أنتونين سكاليا
أنتونين سكاليا (بالإنجليزية: Antonin Gregory Scalia) ، أحد كبار قضاة المحاكم الأمريكية، ولد في يوم 11 مارس 1936م وتوفي يوم 13 فبراير 2016، عمل خلال العقود الماضية قاضيا في المحكمة العليا الأمريكية كما عمل محامياً قبل ذلك، ويعد أكبر رموز المحاكم الأمريكية، اختاره الرئيس الأمريكي رونالد ريغان عام 1986م ليخلف سلفه ويليام رنقويست الذي انتقل ليكون رئيسا للمحكمة العليا.

## الحياة المهنية المُبكرة في القانون (1961 -1982)
بدأ سكاليا مسيرته القانونية في مكتب محاماة جونز وداي وكوكلي وريفيس (المعروفة الآن باسم جونز داي) في كليفلاند، أوهايو، وقد عمل في المكتب من عام 1961 حتى عام 1967. حظي سكاليا باحترام كبير في المكتب وكان من المرجح أن يُصبح شريكًا معهم لكن في وقت لاحق قال بأنه كان ينوي متابعة تعليمه لفترة طويلة. بعد ذلك، أصبح سكاليا أستاذًا في جامعة فرجينيا مدرسة القانون عام 1967، وانتقل مع أسرته إلى شارلوتسفيل.
بعد أربع سنوات في شارلوتسفيل، التحق سكاليا للخدمة العامة في عام 1971. وقد عيَّنه الرئيس ريتشارد نيكسون مستشارًا عامًا لمكتب سياسة الاتصالات السلكية واللاسلكية إذ كان من بين المهام الرئيسية التي تولاها سكاليا هي صياغة السياسة الفيدرالية اللازمة لتطوير كابل قنوات التلفاز. في الفترة ما بين عام 1972 حتى عام 1974، شغل سكاليا منصب رئيس المؤتمر الإداري للولايات المتحدة، وهي وكالة تنظيمية صغيرة تسعى إلى تحسين أداء البيروقراطية الاتحادية. في منتصف عام 1974، رشَّحه نيكسون لمنصب مساعد المدعي العام لمكتب المستشار القانوني. بعد استقالة نيكسون، استمر ترشيح سكاليا من قبل الرئيس جيرالد فورد ثم انتخبه أعضاء مجلس الشيوخ  في 22 أغسطس من عام 1974.
في أعقاب فضيحة ووترغيت، انخرطت إدارة الرئيس فورد في عدد من النزاعات ضد مجلس الكونغرس. وقد شهد سكاليا مرارًا أمام لجان الكونغرس بهدف الدفاع عن تأكيدات إدارة فورد على الامتياز التنفيذي فيما يتعلق برفض تسليم الوثائق. داخل مكتب الإدارة، دعا سكاليا إلى استخدام حق النقض الرئاسي لمشروع قانون تعديل قانون حرية المعلومات، الأمر الذي من شأنه أن يزيد من نطاق القانون إلى حد كبير. كانت الغَلَبة لوجهة نظر سكاليا، لكن فورد اعترض على مشروع القانون، في حين تم تجاهله من قِبَل الكونغرس. في أوائل عام 1976، دخل سكاليا في قضيته الوحيدة أمام المحكمة العليا، ألفريد دونهيل من لندن ضد جمهورية كوبا، وجادل سكاليا، نيابة عن حكومة الولايات المتحدة لصالج دونهيل، وفي النهاية نجحت قضيته. بعد هزيمة فورد على يد الرئيس جيمي كارتر، عمل سكاليا لعدة أشهر في معهد المشروع الأمريكي لأبحاث السياسة العامة.

ثم عاد سكاليا بعد ذلك إلى عمله في الأوساط الأكاديمية، وحصل على سكن إقامة في كلية الحقوق في جامعة شيكاغو من عام 1977 حتى عام 1982، على الرغم من أنه أمضى سنة واحدة كأستاذ زائر في كلية الحقوق في جامعة ستانفورد. أثناء فترة وجود سكاليا في شيكاغو، عيّنه بيتر إتش راسيل نيابة عن الحكومة الكندية لكتابة تقرير عن كيفية تمكن الولايات المتحدة من الحدّ من أنشطة خدماتها السرية للجنة مكدونالد التي كانت تحقق في الانتهاكات التي ارتكبتها شرطة الخيالة الكندية المَلَكية. وقد شجع التقرير – الذي أنهاه سكاليا عام 1979 – اللجنة على التوصية بتحقيق توازن بين الحريات المدنية والأنشطة غير المقيدة أساسًا التي يقوم بها المجلس الإقليمي للجنة مكدونالد. في عام 1981، أصبح سكاليا أول مستشار للهيئة التدريسية لفرع جامعة شيكاغو للجمعية الاتحادية التي تأسست حديثًا.

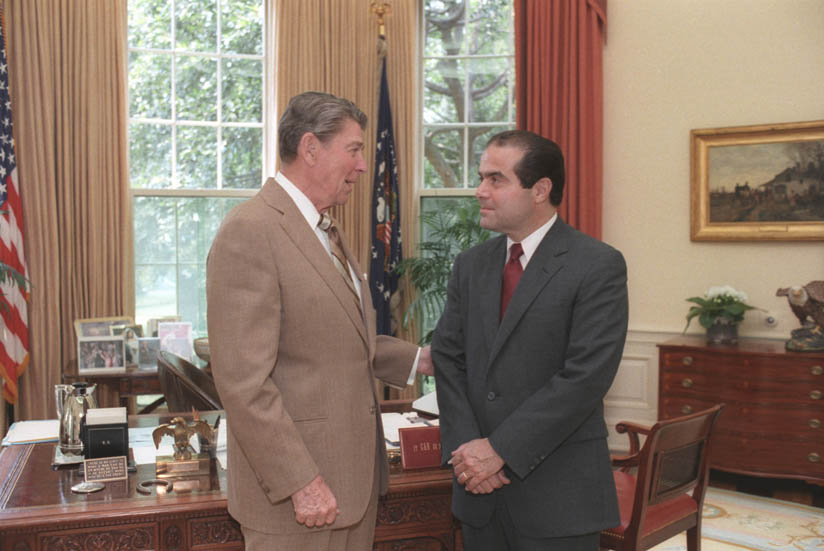
أنتونين والرئيس ريغان عام 1986م

## صور

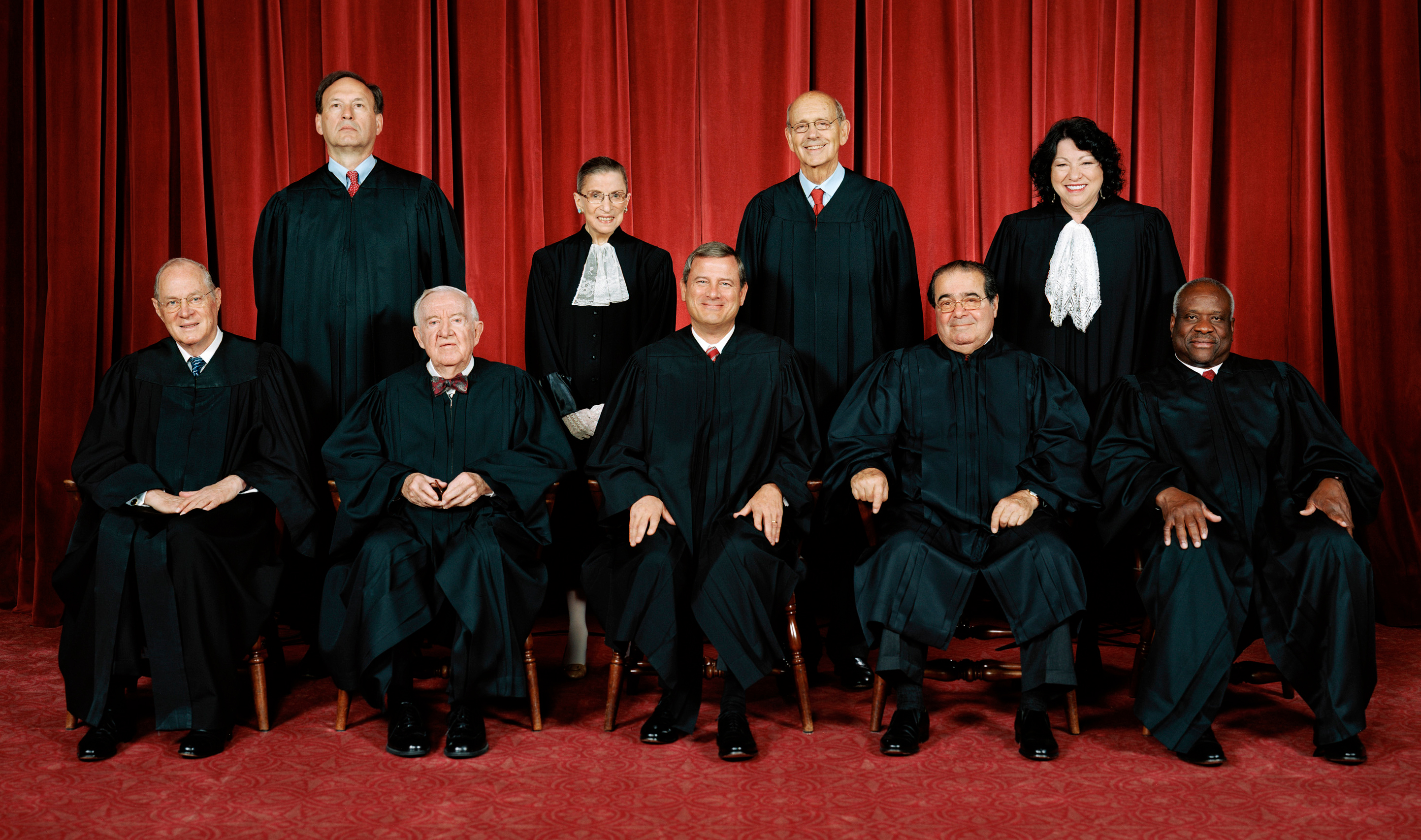
سكاليا ومجموعة من القضاة عام 2009م
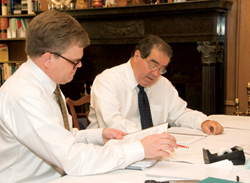
سكاليا وبجانبه براين غيمر
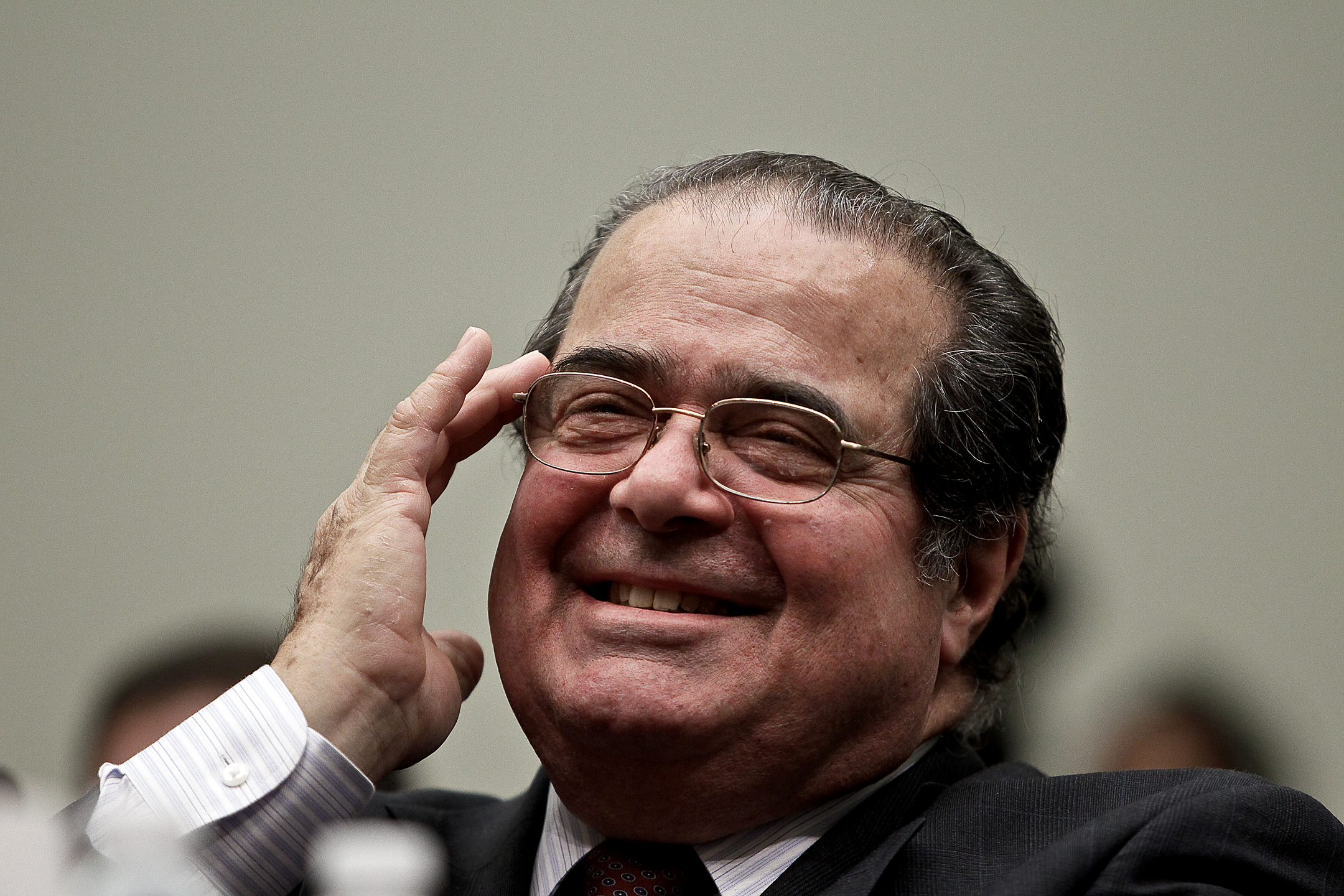
أنتونين عام 2010م
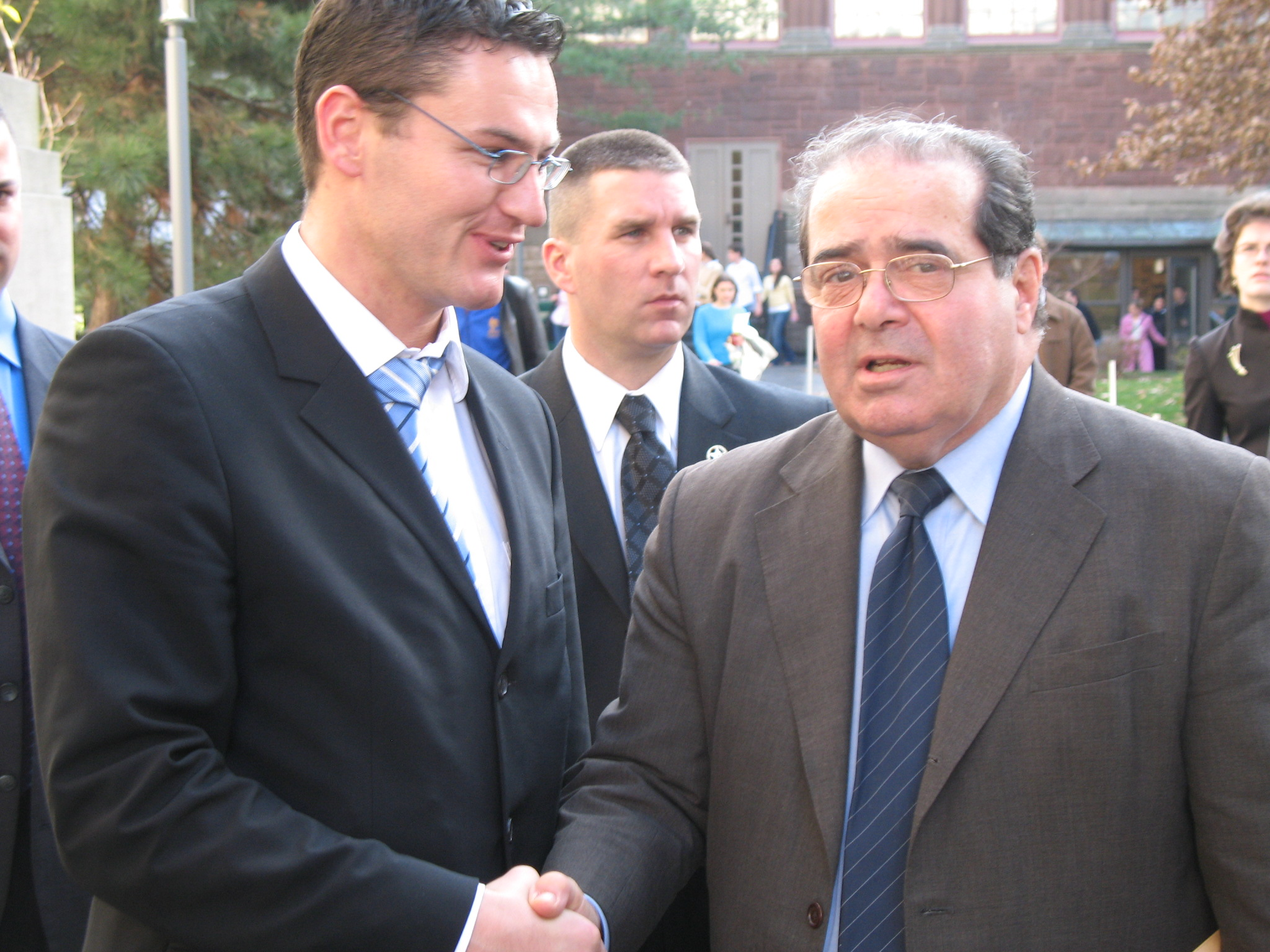
أنتونين عام 2006.
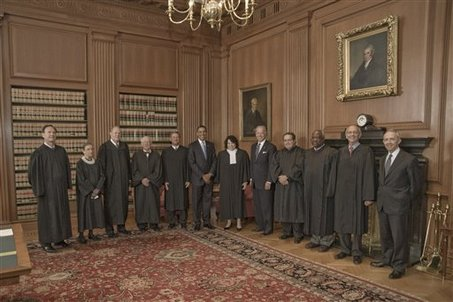
أنتونين في زيارة أوباما عام 2009م .
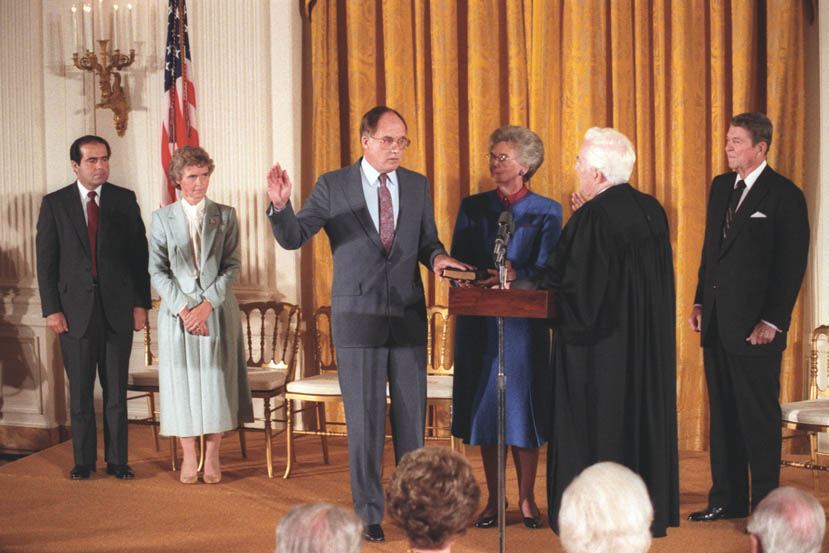
أنتونين في حضرة الرئيس رونالد ريغان عام 1986م.

## وصلات خارجية
- أنتونين سكاليا على موقع IMDb (الإنجليزية)
- أنتونين سكاليا على موقع الموسوعة البريطانية (الإنجليزية)
- أنتونين سكاليا على موقع مونزينجر (الألمانية)
- أنتونين سكاليا على موقع ميوزك برينز (الإنجليزية)
- أنتونين سكاليا على موقع إن إن دي بي (الإنجليزية)
- أنتونين سكاليا على موقع قاعدة بيانات الفيلم (الإنجليزية)

- C-SPAN Q&A interview with Scalia, May 4, 2008
- C-SPAN Q&A interview with Scalia, July 29, 2012